# Plicatula spinosa
Harpax spinosus
Espèce
Synonymes
- Harpax spinosus Sowerby, 1819

Plicatula spinosa est un mollusque bivalve fossile du Domérien.

## Synonyme
- Harpax spinosus (J. Sowerby, 1819)[1]

## Référence bibliographique
d'Orbigny (A.), 1850 - Prodrome de Paléontologie stratigraphique universelle des animaux mollusques et rayonnés, vol. 1, p. 1-394